# Campionati europei di ciclismo su strada 2009 - Gara in linea femminile Under-23
La gara in linea femminile Under-23 dei Campionati europei di ciclismo su strada 2009 è stata corsa il 4 luglio in Belgio, con partenza da Ostenda ed arrivo a Hooglede, su un percorso totale di 135,3 km. La medaglia d'oro è stata vinta dall'olandese Chantal Blaak con il tempo di 3h38'32" alla media di 37,14 km/h, argento alla britannica Katie Colclough e a completare l'altra olandese Marianne Vos.
Al traguardo finale 57 cicliste completarono la gara.

## Ordine d'arrivo (Top 10)
| Pos. | Corridore           | Squadra     | Tempo    |
| ---- | ------------------- | ----------- | -------- |
| 1    | Chantal Blaak       | Paesi Bassi | 3h38'32" |
| 2    | Katie Colclough     | Regno Unito | a 58"    |
| 3    | Marianne Vos        | Paesi Bassi | a 1'03"  |
| 4    | Rasa Leleivytė      | Lituania    | a 1'15"  |
| 5    | Denise Zuckermandel | Germania    | s.t.     |
| 6    | Pascale Jeuland     | Francia     | s.t.     |
| 7    | Alena Amjaljusik    | Bielorussia | s.t.     |
| 8    | Nathalie Lamborelle | Lussemburgo | s.t.     |
| 9    | Kelly Druyts        | Belgio      | s.t.     |
| 10   | Marina Romoli       | Italia      | s.t.     |